# Taiyō no uta
 (août 2024).
Si vous disposez d'ouvrages ou d'articles de référence ou si vous connaissez des sites web de qualité traitant du thème abordé ici, merci de compléter l'article en donnant les références utiles à sa vérifiabilité et en les liant à la section « Notes et références ».
 (août 2024).
Taiyō no uta (タイヨウのうた, littéralement « La Chanson du Soleil ») est un film réalisé par Norihiro Koizumi en 2006 et une série télévisée japonaise réalisée par Natsuki Imai, diffusée la même année.

## Synopsis
L'histoire d'une jeune femme qui ne peut vivre que la nuit et d'un lycéen qui aime surfer au soleil levant. Kaoru Amane a 18 ans. Elle n'est pas scolarisée mais part chaque nuit dans un square pour jouer de la guitare et chanter. Son style de vie est à l'opposé de tous car elle dort le jour et vit la nuit. Elle a une maladie incurable qui l'empêche de sortir au soleil. Mais un jour, à la suite d'un concours de circonstances, elle rencontre ce jeune homme…

## Distribution

### Film
- Kaoru Amane : YUI
- Kōji Fujishiro : Takashi Tsukamoto
- Ken Amane : Gorō Kishitani
- Yuki Amane : Kuniko Asagi
- Misaki Matsumae : Airi Tōriyama
- Yūta Ōnishi : Yū Koyanagi
- Katō Haruo : Sōgen Tanaka
- Mère de Kōji : Eri Fuse
- Policier : Takashi Kobayashi
- Médecin : Hajime Yamazaki
- Musicienne de rue : Magy

### Série
- Kaoru Amane : Erika Sawajiri
- Kōji Fujishiro : Takayuki Yamada
- Ken Amane : Masanobu Katsumura
- Yuki Amane : Chieko Kuroda
- Misaki Matsumae : Megumi Satō
- Yūta Ōnishi : Kei Tanaka
- Katō Haruo : Hamada Gaku
- Asami Tachibana : Matsushita Nao
- Ryūsuke Tatsunami : Yōsuke Kawamura
- Yōhei Kudō : Jun Kaname
- Emily : Becky
- Reisa : Fumina Hara
- Yūko Miura : Mao Kobayashi
- Osamu Miura (gérant du motel) : Naoto Takenaka
- Shin'ichi Enokido (médecin) : Kei Yamamoto

## Fiche technique

### Film
- Son : Akihiko Okase

## Chansons

### Film
Interprétées par YUI :
- Good-Bye Days ;
- Skyline ;
- It's Happy Line.

### Série
Interprétées par Erika Sawajiri :
- Taiyō no uta ;
- Stay With Me.

Générique de début interprété par Kō Shibasaki :
- Invitation.

Interprétées par Nao Matsushita (en) :
- Wish.